# 沃里亞·加富里
沃里亞·加富里（英語：Voria Ghafouri，羅馬化：Wirya Ghefûrî，1987年9月18日—）是一名伊朗足球運動員，司職後衛，現時效力伊朗職業足球聯賽球會胡齐斯坦钢铁。

## 球員生涯

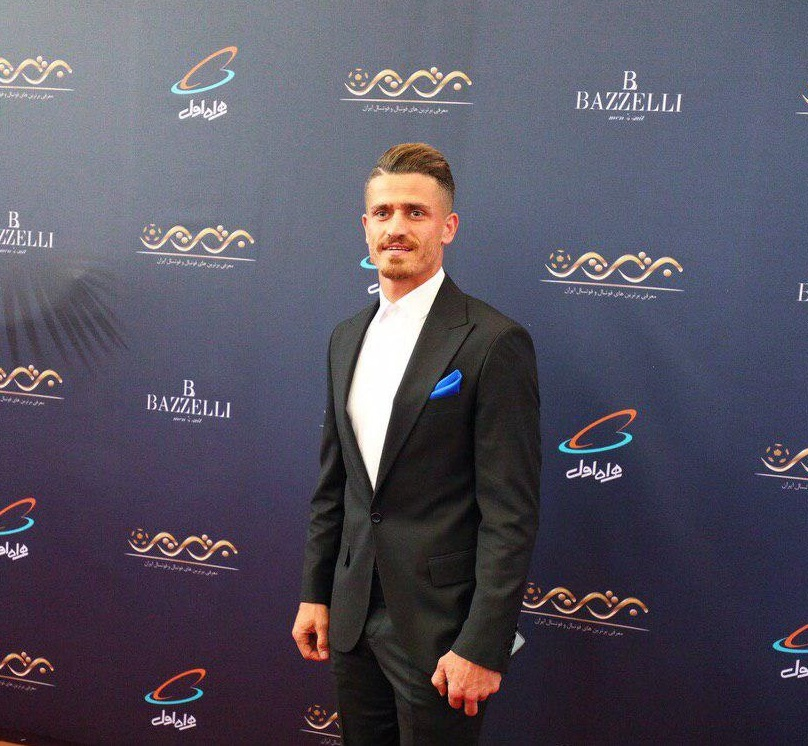
2019年的加富里

加富里在哈马丹帕斯開始職業足球生涯，至2010年轉投大不里士洲際，然後再轉投德黑兰石油。
2014年，他與沙巴罕簽下兩年合約加盟，並在2014/15球季當選伊朗職業足球聯賽年度最佳後衛。
2016年6月5日，他與德黑兰独立簽下兩年合約，與他之前效力德黑兰石油的教練團聚，並會穿上21號球衣。他首場賽事是對舊東家德黑蘭石油，以1-1打平完場。在德黑兰独立首個球季，他因為傷患影響只在各項賽事上場17次。
2017年12月28日對胡齐斯坦独立，他打進在球會首個進球使球隊以3-0取勝。2018年3月1日，在德黑蘭德比對柏斯波利斯的比賽打進在球隊第二顆進球，並當選為全球最佳球員及入選3月最佳陣容。4月2日亚足联冠军联赛對赖扬体育的比賽，加富里打進在亞冠盃首顆進球，使球隊以2-0取勝，同時令球隊成為D組首名出線至淘汰賽。他在球隊第二個球季共上場34次打進6球，而球隊以第三名完成聯賽，並贏得哈斯菲盃，在亞冠賽並打進八強。
2018年6月，他與球隊續約一年。教練雲費特·舒哈化把他放在右翼鋒位置，這位置加富里在之前球隊曾偶而出任。
2019年6月2日，加富里與球隊續約留效至2021年，新教練安德烈·斯特拉马乔尼任命他為隊長。
德黑蘭獨立贏得了2021/22伊朗職業足球聯賽冠軍，並成為首支全季不敗球隊。

## 國家隊生涯
2014年10月，他被卡路士·昆洛斯首次徵召入伊朗國家男子足球隊，並在11月18日以1-0擊敗韓國的比賽首次為國上場，以替補形式換入。
他入選了2015年亞足聯亞洲盃參賽名單。雖然伊朗在分組賽三場全勝，但在淘汰賽首場點球大戰輸給伊拉克而出局。
2018年5月，加富里入選了伊朗2018年國際足協世界盃預選名單，但未能成為最終參賽23人。
2019年亞足聯亞洲盃，他亦有參賽並在對越南國家足球隊的賽事首次上場，踢滿全場並以2-0取勝。

## 維權活動
加富里常常在社交媒體發表批評伊朗政府的說話。此外他亦公開支持女性可入場觀看足球賽事。2022年，伊朗終解禁了長達40年的女性禁止進入足球場的禁令。
2022年6月，他不獲德黑兰独立續約，許多外界人士認為這是對他發表對政府批評性言論行為的報復。
2022年11月24日，加富里在社交媒體要求政府結束對庫爾德人的暴力後，被伊朗政府拘捕。

## 榮譽
沙巴罕
- 伊朗職業足球聯賽：2014–15

德黑兰独立
- 伊朗職業足球聯賽：2021–22
- 哈斯菲盃：2017–18

個人
- 伊朗職業足球聯賽年度最佳後衛：2015
- 伊朗職業足球聯賽年度最佳陣容：2014–15，2017–18